# Hubert Grawe
Hubert Grawe (* 3. November 1938 in Meschede, Westfalen; † 6. Juli 2011) war ein deutscher Informatiker.

## Leben
Grawe studierte von 1958 bis 1964 Physik, Musik- und Rechtswissenschaft in Göttingen und München und legte im Juli 1967 seine Promotionsschrift in theoretischer Plasmaphysik vor. Ab 1964 war er Wissenschaftlicher Mitarbeiter am Max-Planck-Institut für Plasmaphysik in Garching bei München. 1967/68 hielt er sich als Austauschwissenschaftler am Oak Ridge National Laboratory auf. Nach Rückkehr nach Deutschland war er zunächst Projektleiter, später Manager in einem Softwareunternehmen.
Von 1978 bis 1997 war er Professor für Angewandte Informatik an Fachhochschule Nordostniedersachsen in Lüneburg. Ab 1994 war er Lehrbeauftragter für Informatik für Musikwissenschaftler an der Universität München, wo er die musikwissenschaftliche Datenbank musica data entwickelte.